# 순창경찰서
순창경찰서(淳昌警察署, Sunchang Police Station)는 전북특별자치도경찰청이 관할하는 경찰서 중 하나이다. 전북특별자치도 순창군 일대를 관할한다. 전북특별자치도 순창군 순창읍 장류로 311에 위치하고 있다.
서장은 총경으로 보한다.

## 기본 정보
- 주소: 전북특별자치도 순창군 순창읍 장류로 311
- 우편번호: 56013

## 관할 파출소 및 지구대
| 명칭       | 사진 | 주소               | 관할구역            | 치안센터     |
| ---------- | ---- | ------------------ | ------------------- | ------------ |
| 남계파출소 |      | 순창읍 남계로 30   | 유등면, 순창읍 일부 | 유등치안센터 |
| 순화파출소 |      | 순창읍 장류로 338  | 풍산면, 순창읍 일부 | 풍산치안센터 |
| 적성파출소 |      | 적성면 적성로 143  | 적성면, 인계면      | 인계치안센터 |
| 동계파출소 |      | 동계면 충효로 347  | 동계면              |              |
| 팔덕파출소 |      | 팔덕면 강천로 334  | 팔덕면, 금과면      | 금과치안센터 |
| 쌍치파출소 |      | 쌍치면 쌍계로 25   | 쌍치면              |              |
| 복흥파출소 |      | 복흥면 추령로 1147 | 복흥면              |              |
| 구림파출소 |      | 구림면 구림로 469  | 구림면              |              |